# Myxœdème
 Mise en garde médicale
Le myxœdème, ou myxédème selon la nouvelle orthographe, est une infiltration cutanée due à l'insuffisance ou à la suppression de la sécrétion thyroïdienne (hypothyroïdie d'origine périphérique). Le terme provient du grec muxa (« mucus », « mucosité ») et Oidêma (« gonflement », « œdème »).
Cette maladie se caractérise :
- par un œdème jaune de la peau (accumulation d'eau dans la peau donnant un aspect bouffi), s'accompagnant d'une prise de poids, d’un épaississement des traits (visage hébété) et d’une coloration jaune paille, d'une peau, sèche et froide, ne présentant pas de transpiration ;
- parfois, d'une macroglossie (augmentation importante du volume de la langue) et d’une voix rauque ;
- de troubles sexuels et intellectuels pouvant aller jusqu'à une forme de retard mental dans les cas néo-nataux ;
- une insuffisance cardiaque majeure avec une diminution du débit cardiaque.

On retrouve également un myxœdème prétibial dans la maladie de Basedow (hypersécrétion thyroïdienne d'origine auto-immune).